# Futbol'nyj Klub Tekstil'ščik Kamyšin
Il Futbol'nyj Klub Tekstil'ščik Kamyšin (in russo Футбольный клуб Текстильщик
Камышин?, traslitterazione anglosassone: Tekstilshchik Kamyshin) era una società calcistica russa con sede nella città di Kamyšin. Ha avuto il suo periodo di massimo splendore negli anni '90 del XX secolo quando ha militato Prem'er-Liga, il massimo campionato calcistico russo, per 5 stagioni, arrivando a disputare la Coppa UEFA 1994-1995.

## Storia
Il Tekstilshchik è stato promosso nella prima divisione sovietica al termine della stagione 1990. essendosi classificatosi 11º nel 1991, acquisì il diritto ad entrare nella Vysšaja Liga russa formatosi dopo la dissoluzione dell'URSS. Nel 1993 Tekstilshchik arrivò quarto in campionato, ottenendo il miglior risultato nella storia del club. Dal 1996 al 1998 il club ha subito tre retrocessioni consecutive (17º in Vysšaja Liga 1996, 19º in Pervaja liga 1997, escluso dalla Seconda Divisione nel 1998).
Il Tekstilshchik ha quindi giocato nelle serie minori fino al 2002, quando ottenne nuovamente la promozione in seconda divisione. Nel 2005 si sono classificati ultimi nel girone, ma sono stati salvati dalla retrocessione per allargamento della divisione. Tuttavia l'anno seguente giunse 17º, retrocedendo nelle leghe amatoriali nel 2006, ma fu riammesso per l'esclusione del DagDiesel Kapsiysk e il fallimento dell'Angust Nazran.
Il 20 maggio 2009 il club fu sciolto per decisione del sindaco di Kamyšin.

## Palmarès
- Pervenstvo Rossii sredi ljubitel'skich futbol'nych klubov: 1

2002